# Lambda Legal
«Lambda Legal» — американская организация по защите гражданских прав лесбиянок, геев, бисексуалов и трансгендеров (ЛГБТ), а также людей, живущих с ВИЧ/СПИДом.

## История

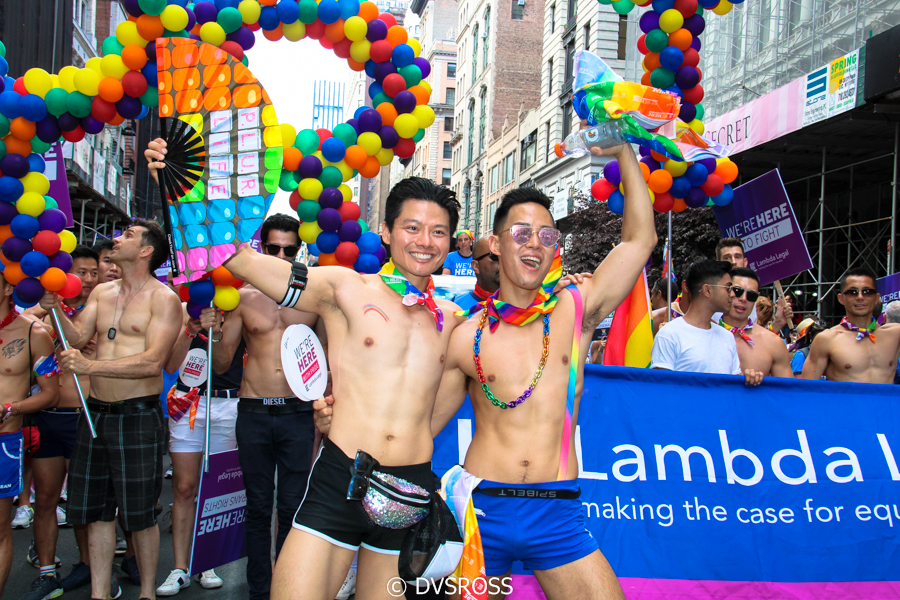
Фестиваль в Нью-Йорке, 2019 год

Первая попытка зарегистрировать организацию была предпринята Уильямом Дж. Томом в 1971 году. Но суды Нью-Йорка отклонили учредительные документы, так как «не было доказанной необходимости существования этой организации». В 1973 году Апелляционный суд штата Нью-Йорк обязал зарегистрировать «Lambda Legal». В этом же году организацией «Lambda Legal» был сформирован совет, куда пригласили влиятельных ньюйоркцев, которые поддерживали права ЛГБТ. В их число входили политик Белла Абзуг, сенатор штата Нью-Йорк Кэрол Беллами, президент Ассоциации адвокатов Меррелл Э. Кларк, преподобный Джон Корн из церкви Троицы и Мартин Дуберман, профессор Городского университета Нью-Йорка.
Штаб-квартира «Lambda Legal» находится в Нью-Йорке, региональные офисы есть в Атланте, Чикаго, Далласе, Лос-Анджелесе и Вашингтоне.

## Деятельность

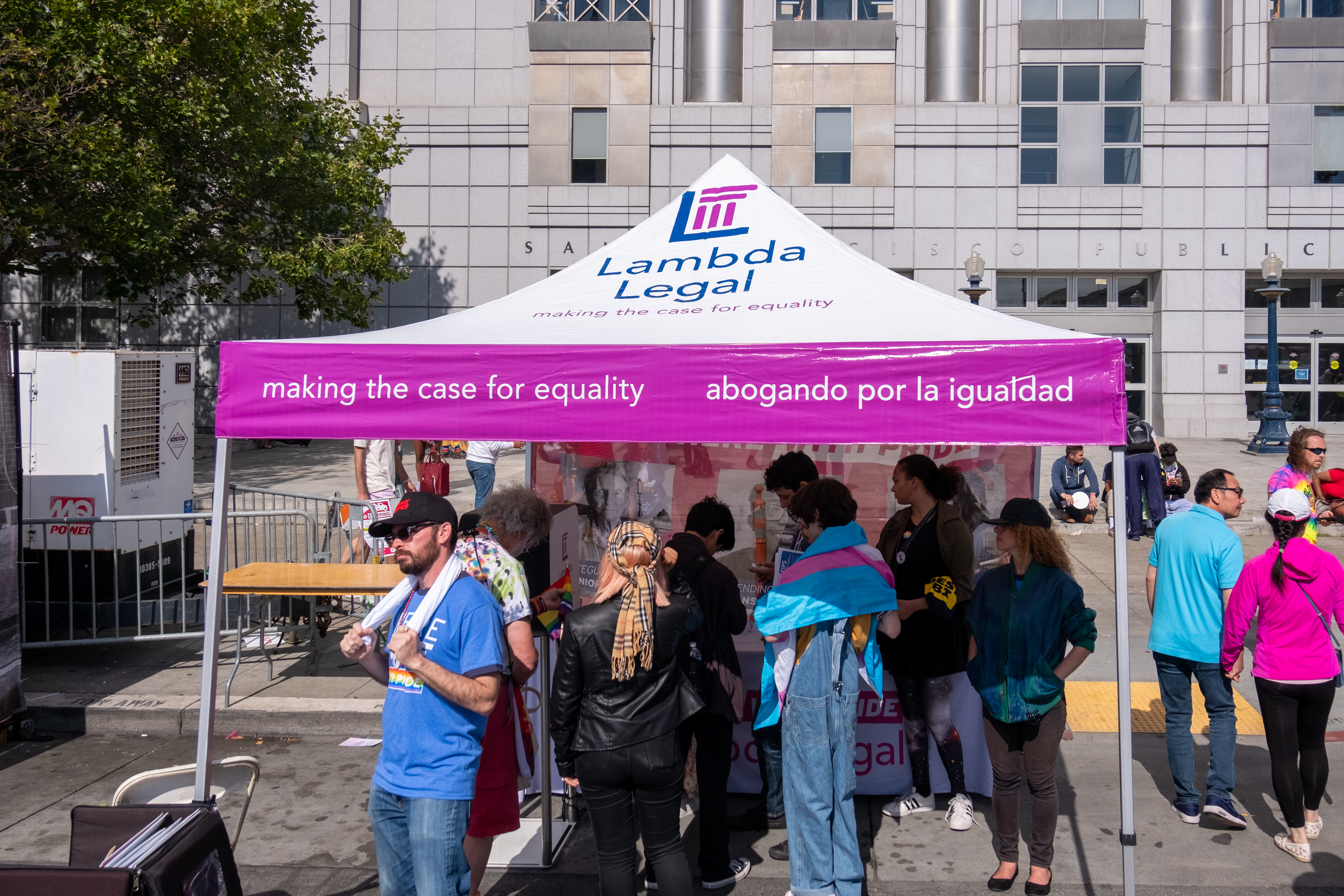
Фестиваль в Сан-Франциско, 2019 год

Организация «Lambda Legal» представляет интересы ЛГБТ по многим направлениям: дискриминация в сфере занятости, жилья; помощь людям с ВИЧ/СПИДом; вопросы государственной политики; вопросы воспитания и отношений; равные брачные права; оспаривание закона о содомии; иммиграционные вопросы; свобода слова и права на равную защиту. Организация активно сотрудничает со студентами-юристами.
В 2017 году, после указа президента Дональда Трампа о запрете трансгендерных военнослужащих в вооружённых силах США в «Lambda Legal» сделали заявление, что они будут оспаривать законность документа. Действие указа Трампа было приостановлено до января 2019 года, а в 2021 году Джо Байден отменил спорный указ своего предшественника.